# Michaël Pereira
Michaël Pereira (Parigi, 8 dicembre 1987) è un ex calciatore francese di origini capoverdiane, di ruolo attaccante.

## Carriera
Viene acquistato dal Maiorca nel 2009; era seguito anche dall'Auxerre e dal Deportivo La Coruña. Dopo un anno nelle riserve, nell'agosto 2010 viene integrato in prima squadra con un contratto di quattro anni. Disputa il suo primo anno nella massima serie spagnola da titolare, contribuendo anche con qualche gol.

## Palmarès

### Club

#### Competizioni nazionali
- Campionato rumeno: 2

CFR Cluj: 2019-2020, 2020-2021
- Souper Ligka Ellada 2: 1

Athens Kallithea: 2023-2024 (gruppo B)